# Latín contemporáneo

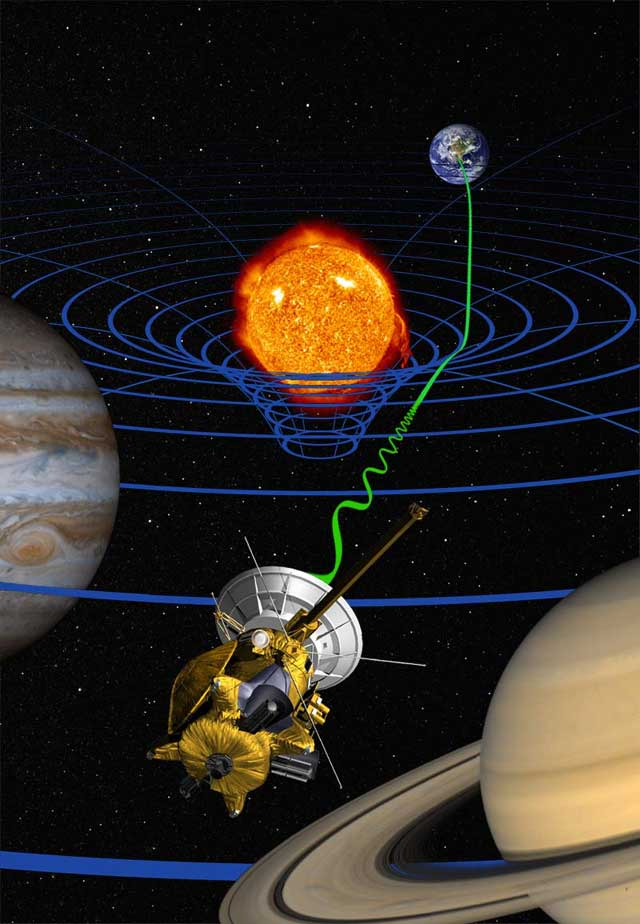
Deductio artistica de relativitatis generalis probatione quadam instrumento speculatorio spatiali Cassini facta. Monstrata sunt signalia radiophonica inter Tellurem et instrumentum (unda viridis), quae prope solem tardantur ob flexionem spatii temporisque (lineae caerulae) ibi.
LATIN CONTEMPORANEO: Extracto del artículo sobre Relatividad General de la Wikipedia en latín.

Latín contemporáneo, latín reciente o latín vivo (en lengua latina: Latinitas viva o Latinitas recens) son distintas apelaciones para designar la utilización actual, oral y escrita, del idioma latín, siguiendo el modelo gramatical y la pronunciación del latín clásico.
Si bien hubo precursores que propiciaron la reutilización del latín como lengua vehicular desde fines del siglo XIX, las primeras iniciativas concretas tendentes a reinstaurar el “latín vivo” de manera organizada y a través de estructuras permanentes surgieron en Francia a partir del año 1952 luego de la publicación del artículo titulado El latín o Babel por el profesor Jean Capelle, exrector de la Universidad de Nantes. 
A partir del congreso internacional que le siguió en 1956 (Congrès International pour le Latin vivant), la utilización del latín hablado fue sostenida por organizaciones académicas y privadas, básicamente en Europa, pero también en América (especialmente en Estados Unidos). Estas iniciativas se intensificaron a partir de la década de los 80 favorecidas en parte por la generalización de Internet. 

## Reseña histórica

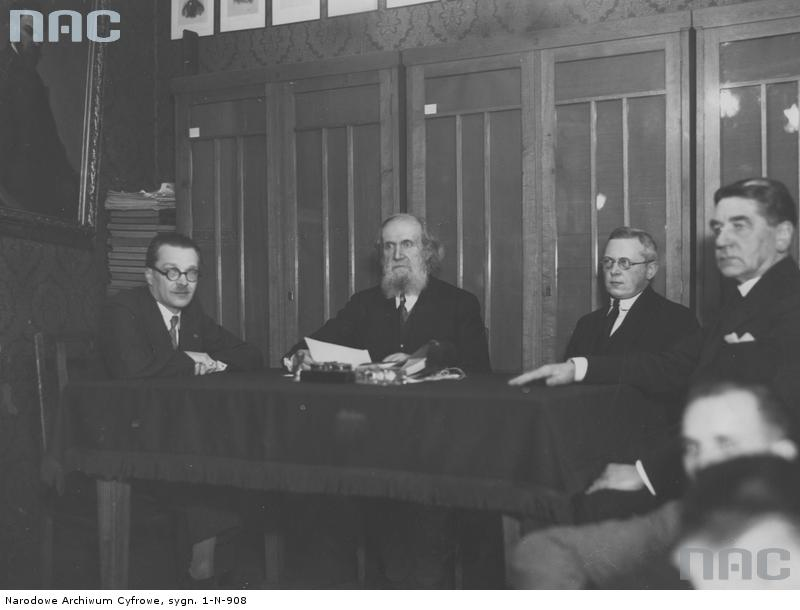
Comité fundador de la Sociedad para la Internacionalización del Latín

### La decadencia delneolatín
El gran movimiento llamado del neolatín que tuvo su apogeo en el siglo XVI y en el siglo XVII,  había quedado reducido hacia 1900 a muy pocas áreas específicas (por ejemplo la botánica), donde sólo se empleaba de manera limitada y no como lenguaje totalmente funcional.  En otros dominios (tales como el jurídico o el medicinal), en los cuales el latín había tenido un rol protagónico en el pasado, su uso solo sobrevivía en locuciones técnicas y fraseologías que muchos rechazaban por considerarlas arcaizantes.
Por una parte, los últimos resabios de utilización del latín hacia fines del siglo XIX en el terreno científico hacían entrever más bien la intención de cifrar formulaciones o frases que se estimaban tabúes o inconvenientes para ciertos públicos. Como un ejemplo de ello, puede citarse el libro de Richard von Krafft-Ebing titulado Psychopathia Sexualis (1866). Por otra parte, la creación literaria directa en latín, con propósitos puramente artísticos era ya casi inexistente. Autores como Arthur Rimbaud o Max Beerbohm escribieron ciertamente poesías en latín, pero solo de manera ocasional y con intenciones pedagógicas.

### La emergencia del latín contemporáneo
Desde una perspectiva totalmente diferente, desde fines del mismo siglo XIX surgieron iniciativas que propiciaban la restitución del latín como lingua franca internacional.
Entre los precursores de esta nueva corriente puede citarse a M. George Henderson, quien fundó en 1890 el periódico Phoenix seu Nuntius latinus internationalis, (linguae latinae ad usus hodiernos ahibendae sicut documentum editus). Henderson proponía la creación de una sociedad para la promoción de una lengua universal, la Societas linguam universalem, scientiarum ac negotiarum ancillam, fundantium internationalis.

A su vez, entre 1889 y 1895, Karl Heinrich Ulrichs, fundó en Italia una revista en latín, que bautizó emblemáticamente con el nombre de Alaudae  en honor a la famosa legión romana Legio V Alaudae. 
 Esta publicación continuó luego apareciendo quincenalmente bajo el nombre de Vox Urbis: de literis et bonis artibus commentarius, bajo la dirección del caballero Aristide Leonori, desde 1898 hasta 1913.
Una iniciativa relacionada la encontramos en el llamado Latino sine Flexione, una versión simplificada del latín propuesta como lengua auxiliar internacional por el matemático italiano Giuseppe Peano en 1903.

### El latín vivo
Poco después del fin de la Segunda Guerra Mundial, de pleno en el momento de la reconstrucción europea, el movimiento cobró un nuevo impulso alentado en parte por el ejemplo del idioma hebreo, que tras dos milenios en letargo había sido reimplantado exitosamente como lengua oficial del Estado de Israel. La idea del "latín vivo" surgió en tanto que tal en 1952 con la iniciativa de un exrector de la Universidad de Nancy, Francia, el profesor Jean Capelle, quien publicó un artículo titulado "El latín o Babel",
 propiciando la reinstauración del latín como lengua hablada. La iniciativa tuvo una inmediata repercusión
 y condujo tiempo después a la organización del primer Congreso por el Latín Vivo (Congrès international pour le Latin vivant) que tuvo lugar en Aviñón, Francia, en 1956. En él se reunieron aproximadamente 200 participantes originarios de veintidós países. Pero, en una época en la que el idioma inglés se imponía ostensiblemente como lengua internacional, la iniciativa parecía a muchos anacrónica y al no ser apoyada por las autoridades educativas de Francia el movimiento perdió impulso en dicho país.
En Roma se creó a su vez la Academia Latinitati Fovendae que concentra reconocidos profesores de filología clásica. Esta organizó en el año 1966 en Roma un Congreso Internacional que congregó unos quinientos participantes. A partir de esa fecha organizó varios congresos internacionales que tuvieron lugar en Bucarest, Malta, Dakar, Erfurt, Berlín, Madrid, y en muchas otras ciudades, reuniendo especialistas provenientes de todo el mundo. El tema del XI Congreso celebrado entre el 24 y el 28 de junio de 2006 en Alcañiz fue La enseñanza del latín como lengua viva desde el siglo XIV hasta la actualidad. La lengua oficial de esta Academia es el latín.

En Francia, inmediatamente después del congreso de Aviñón, el editor Théodore Aubanel inició la publicación de la revista Vita Latina que prosigue hasta nuestros días asociada al CERCAM (Centre d’Étude et de Recherche sur les Civilisations Antiques de la Méditerranée) de la Universidad Paul Valéry de Montpellier. Hasta hace muy poco tiempo, se publicaba íntegramente en latín. 
En Alemania, la revista Vox-Latina fue fundada en 1956 por Caelestis Eichenseer (1924-2008) bajo la égida de la Universidad del Sarre en Saarbrücken, y se publica trimestralmente íntegramente en latín .
También merece citarse la revista de la fundación belga Melissa creada en 1984 por Guy Licoppe, que se publica bimestralmente, íntegramente en latín.
Un periódico en línea íntegramente en latín, Ephemeris, fundado en Varsovia, trata temas de actualidad, incluyendo comentarios y ensayos. Una radio alemana, Radio Bremen, y otra finlandesa, YLE Radio 1, realizan emisiones regulares en latín. Una estación de radio privada de Érfurt (Alemania) presenta también todas las semanas una emisión en lengua latina llamada Erfordia Latina.
Hebdomada Aenigmatum, creada en 2014 por Luca Desiata, es una revista mensual de crucigramas íntegramente en latín.
El gobierno de Finlandia, durante sus presidencias de turno de la Unión Europea, decidió la traducción y publicación de sus comunicados oficiales en latín además de las lenguas oficiales de la Unión. Si bien el gesto no suponía la intención de oficilizar el uso del latín, no dejaba de tener un contenido simbólico.

## Tendencias actuales

### Pronunciación
La corriente del latín vivo propicia en general la pronunciación clásica, tal como se fijó por especialistas como Edgard H. Sturtevant
 y el profesor W. Sidney Allen, quienes se guiaron básicamente por los lineamientos fijados por Erasmo de Róterdam en De recta Latine Graecique sermonis pronuntiatione dialogus y Alcuino de York en De orthographia.
Las bases esenciales de la pronunciación latina clásica habían sido definidas al comienzo del siglo XIX (por ejemplo en el libro de Konrad Leopold Schneider Elementarlehre der Lateinischen Sprache, 1819), pero tal tendencia normalizante fue resistida en numerosos países en esa época. En el ámbito de la docencia del latín, la pronunciación clásica fue adoptada oficialmente en los planes de enseñanza en los Estados Unidos a partir de 1907.

### Motivación y orientaciones
Una orientación concibe el papel del "latín vivo" como un instrumento pedagógico, como un útil para una mayor eficacia en el aprendizaje del latín. Otros vislumbran la posibilidad de un verdadero renacimiento del latín en tanto que lengua vehicular, que podría ser de utilidad en la comunicación internacional académica, científica y diplomática, como sucedió en Europa hasta comienzos del siglo XIX. o por lo menos como una lengua internacional auxiliar. Finalmente, algunos lo conciben como una simple amenidad de tipo cultural.

### Pedagogía del latín vivo
Los promotores del latín vivo (en latín latinitas viva o latinitas recens),  coinciden en la necesidad de modernizar la pedagogía del latín, por medio de la aplicación de métodos análogos a los utilizados para el aprendizaje de las lenguas contemporáneas. Las deficiencias y efectos negativos de los métodos antiguos habían sido puestas de manifiesto ya desde el año 1915 por W. H. S. Jones en los Estados Unidos, quien en su libro Via Nova realizaba un análisis pormenorizado de la situación proponiendo una serie de pautas metodológicas para mejorar la pedagogía del latín. En Europa, un precursor de esta orientación fue el llamado Método Inductivo-Contextual desarrollado a partir de 1953 por el profesor Hans Henning Oerberg. Posteriormente surgieron revistas didácticas destinadas a niños y adolescentes con la finalidad de familiarizar a estos de manera amena y contextual con el latín vivo. Con la misma finalidad se desarrolló en Alemania el método Piper Salve - Cursus Vivae Latinitatis en el cual las lecciones se estructuran tal cual como podrían serlo las de un método para el aprendizaje del inglés o del francés actual. La nueva pedagogía persigue dejar atrás la aridez característica de los métodos antiguos, presentando situaciones amenas y familiares en un contexto moderno, la utilización de elementos lúdicos y la incorporación de vocabulario actual. También se ofrecen actualmente, tanto en Europa como en los Estados Unidos, cursos, seminarios y/o encuentros de "inmersión total".
Entre los más prominentes miembros de esta tendencia pueden citarse a los profesores Caelestis Eichenseer, ya mencionado, Luigi Miraglia, de la Academia Vivarium Novum, Terentius Tunberg (Terence Turnberg), de la Universidad de Kentucky, Alexis Hellmer, de Studium Angelopolitanum. Asimismo, favorecidos por la generalización de Internet, numerosos círculos latinos, "blogs" y páginas web de los más diversos países, promueven la práctica y la enseñanza del latín vivo.
Son numerosos los grupos y tertulias latinas en diversas ciudades del mundo conocidas como Circuli Latini, donde sus integrantes practican el latín o realizan actividades en esa lengua.
- Association for the Reform of Latin Teaching[32]
- Minimus[33]

### Producción literaria original
El uso poético del latín nunca desapareció completamente. Entre los poetas contemporáneos que escriben en latín pueden citarse Arrius Nurus, Geneviève Immé, Alanus Divitius, Anna Elissa Radke, Ianus Novak o Tomas Pekkanen, entre otros.

## La utilización actual del latín en la Iglesia católica
El latín sigue siendo uno de los idiomas oficiales de la Santa Sede, con lo cual es la única entidad estatal en la que el latín mantiene un carácter oficial. La pronunciación del latín eclesiástico difiere en algunos puntos de la pronunciación clásica, que es la propiciada en general por los partidarios del latín vivo, sin que tales diferencias tengan mayor entidad (variantes en la pronunciación de algunos diptongos, pronunciación de la c y de la g).
En lo que hace a su utilización oficial, el departamento de latín de la Secretaría de Estado de la Santa Sede (antiguamente la Secretaría Brevium ad principes et epistolarum latinarum) es el encargado de traducir al latín los escritos del sumo pontífice. En ella se desempeña el reconocido latinista Fr. Reginald Foster.
Hasta 1960, los sacerdotes católicos estudiaban teología en latín, y también era el lenguaje de varios seminarios. Posteriormente cayó gradualmente en desuso. El latín se utilizó en reuniones internacionales de líderes de la Iglesia hasta en el Concilio Vaticano II inclusive y se usa aún en los cónclaves para la elección papal. La X Asamblea General Ordinaria del Sínodo de Obispos de 2004 fue la última que utilizó el latín para las discusiones de grupo.
En el aspecto exclusivamente litúrgico, luego de las reformas del Concilio Vaticano II, prevaleció la utilización de lenguas vernáculas, pero el latín seguía siendo la forma original de la misa. Benedictus XVI a partir de su motu proprio Summorum Pontificum (7 de julio de 2007) fomentó la celebración de misas en latín.
En lo que respecta al resguardo del latín, Paulo VI creó en 1976 la Opus Fundatum Latinitas (fundación Latinitas) 

con la finalidad de promover su estudio y utilización. La fundación efectúa una publicación cuatrimesteral en latín, la revista "Latinitas" y mantiene actualizado el vocabulario latino mediante la incorporación de neologismos para cubrir las necesidades de nuevos vocablos.
Benedictus XVI fundó (mediante el "motu proprio" Latina Lingua, 11 de noviembre de 2012) la Pontificia Academia Latinitatis para potenciar el latín en todo el mundo, en sustitución de la fundación Latinitas.

## Latín científico
El DRAE recoge como «latín científico» el «de los términos acuñados a la manera latina en la nomenclatura científica y técnica modernas».
En numerosos campos de la ciencia, como las matemáticas, la física, la astronomía, la medicina, la farmacia y la biología, el latín sigue proporcionando nombres internacionalmente aceptados de conceptos, fuerzas, objetos y organismos del mundo natural.
El uso más destacado es la clasificación de los seres vivos en la nomenclatura binomial iniciada por Carlos Linneo, aunque las reglas de nomenclatura utilizadas en la actualidad permiten la construcción de nombres que difieren considerablemente de las normas latinas históricas.
También se ha establecido el uso del latín para los símbolos de la mayor parte de los elementos químicos (Au para el oro -aurum-, Ag para la plata -argentum-, Fe para el hierro -ferrum-, Cu para el cobre -cuprum-, Pb para el plomo -plumbum-, Na para el sodio -natrium-, S para el azufre -sulphurum-, Sb para el antimonio -stibium-, etc.), así como para denominar provisionalmente los que no han recibido un nombre definitivo, o ni siquiera se han descubierto aún pero tienen una posición prevista en la tabla periódica: Ununniliun (número 110, actualmente denominado Darmstadio), Ununoctium (número 118), Unbipentium (número 125), etc.
Otra continuidad en el uso del latín es la denominación de las constelaciones y otros objetos celestes (denominación de Bayer), así como la nomenclatura planetaria y de los satélites, cuyos accidentes superficiales se denominan con toponimia latina desde el siglo XVII (selenografía). Probablemente la más reciente innovación en este campo es la propuesta del astrofísico Gerard Bodifee, que pretende que la denominación de los objetos más significativos del universo deje de hacerse por el actual código alfanumérico (combinaciones de letras y números) e inspire la imaginación humana más allá de las bases de datos de los especialistas; así se daría nombres latinos (o en griego latinizado) a un millar de galaxias del Catalogue of Named Galaxies (CNG, 2010),
 siguiendo un sistema de nomenclatura binomial, con una primera parte que identificara la galaxia (por alguna característica destacada) y una segunda que nombrara la constelación (región del cielo visible desde la Tierra) en la que aparentemente se localiza. Así, por ejemplo, la galaxia actualmente denominada M87 pasaría a denominarse Jaculatrix Virginis ("arrojadora" -por su chorro- de la constelación Virgo), y UGC 10214 sería Gyrinus Draconis ("renacuajo" de la constelación Draco).
En cuanto al uso del latín como lengua de comunicación en ciencia, todavía la revolución científica del siglo XVII se hizo con obras en latín (Novum Organum -Bacon, 1623-, Ethica more geometrico demonstrata -Spinoza, 1677- Philosophiæ naturalis principia mathematica -Newton, 1687-); aunque ya Descartes alternaba el francés (Discours de la méthode, 1637) y el latín (Principia philosophiae, 1644), Leibniz el latín (Dissertatio de arte combinatoria, 1666, Nova Methodus pro Maximis et Minimis, 1684), el francés (Nouveaux essais sur l'entendement humain, 1704) y el alemán (Protogaea -póstuma-), y Galileo escribía sus obras en italiano (Dialogo sopra i due massimi sistemi del mondo, 1632) aunque luego fuera traducido al latín. Las primeras revistas científicas no usaban el latín, sino el francés o el inglés (Journal des sçavans, Philosophical Transactions of the Royal Society -1665-). A partir de la Ilustración del siglo XVIII, los principales científicos escribían directamente en lenguas vulgares. Un precursor en esa tendencia fue Christian Thomasius, expulsado de la universidad de Leipzig por dar clase en alemán en vez de latín (1687-1690). Todavía la obra de Linneo (Systema naturæ, 1735) se escribió en latín; después de L'Encyclopedie (1751-1772), es difícil encontrar algo semejante.
La titulación en latín de obras científicas, aunque sus textos fueran en lengua vulgar, se siguió utilizando hasta el comienzo del siglo XX (Principia Mathematica, de Russell y Whitehead -1910 a 1913-, Tractatus logico-philosophicus, de Wittgenstein -1914 a 1916-).

## Medios de comunicación
Si bien el latín se utilizó ocasionalmente en numerosas películas, tal uso no pasa de ser meramente decorativo, limitándose a meras frases aisladas o con intención jocosa, como por ejemplo la famosa secuencia Romani ite domum, del filme de Monty Python La vida de Brian.
Dos producciones, al menos, reservaron en el siglo XX un rol protagónico al latín: La primera de ellas fue el controvertido y sexualmente muy explícito filme Sebastiane de Derek Jarman y Paul Humfress, sobre la vida de San Sebastián. Fue rodada en 1976 y está íntegramente hablada en latín. La segunda fue La Pasión de Cristo (Mel Gibson, 2004) en la que se utilizaron exclusivamente las lenguas originales de los protagonistas, a saber, arameo, hebreo y latín para las escenas correspondientes. Sin embargo, las variedades escogidas no parecen contemporáneas de las usadas en tiempo de Jesucristo. Debe notarse que el latín usado es latín eclesiástico, no latín del siglo I; y el arameo usado no es arameo palestino sino arameo siríaco.
O tempora, o mores es un blog diario publicado en latín en Linkiesta desde 2019, donde Francesco Lepore, periodista y ex latinista papal en el Vaticano (2003-2005), comenta noticias diarias sobre política, delincuencia, salud, costumbres y derechos civiles.

## Traducciones de obras modernas al latín
Numerosas obras, artículos y revistas de todo tipo se tradujeron al latín por reputados latinistas desde los años sesenta, muchas de las cuales están disponibles en línea. Entre los personajes resucitados en latín actual se encuentran  Alicia en el país de las maravillas y su continuación: A través del espejo y lo que Alicia encontró allí, ambas de Lewis Carroll. El principito de Antoine de Saint-Exupéry y Sherlock Holmes, entre los más viejos. Entre los más recientes figuran Winnie the Pooh y Harry Potter.
Una mención aparte merece el pequeño gran combatiente galo Astérix, otrora acérrimo enemigo del imperio y de las huestes romanas, quien se transformó en nuestros tiempos en uno de los más destacados embajadores del latín vivo. La casi totalidad de sus aventuras están disponibles en latín, acompañadas de extensas listas de palabras con explicaciones y traducción de las expresiones latinas al alemán, al inglés, al francés, al italiano y al español.